# Grand Prix automobile de Pescara 1938
Le Grand Prix automobile de Pescara 1938 ou XIV° Coppa Acerbo est un Grand Prix qui s'est tenu sur le circuit de Pescara le 14 août 1938.

## Grille de départ
| 1re ligne | Pos. 3              |                      | Pos. 2                        |                          | Pos. 1              |
|           | Lang Mercedes-Benz  |                      | Von Brauchitsch Mercedes-Benz |                          | Nuvolari Auto Union |
| 2e ligne  |                     | Pos. 5               |                               | Pos. 4                   |                     |
|           |                     | Müller Auto Union    |                               | Caracciola Mercedes-Benz |                     |
| 3e ligne  | Pos. 8              |                      | Pos. 7                        |                          | Pos. 6              |
|           | Belmondo Alfa Romeo |                      | Hasse Auto Union              |                          | Farina Alfa Romeo   |
| 4e ligne  |                     | Pos. 10              |                               | Pos. 9                   |                     |
|           |                     | Biondetti Alfa Romeo |                               | Comotti Delahaye         |                     |
| 5e ligne  |                     |                      | Pos. 12                       |                          | Pos. 11             |
|           |                     |                      | Trossi Maserati               |                          | Dreyfus Delahaye    |

## Classement de la course

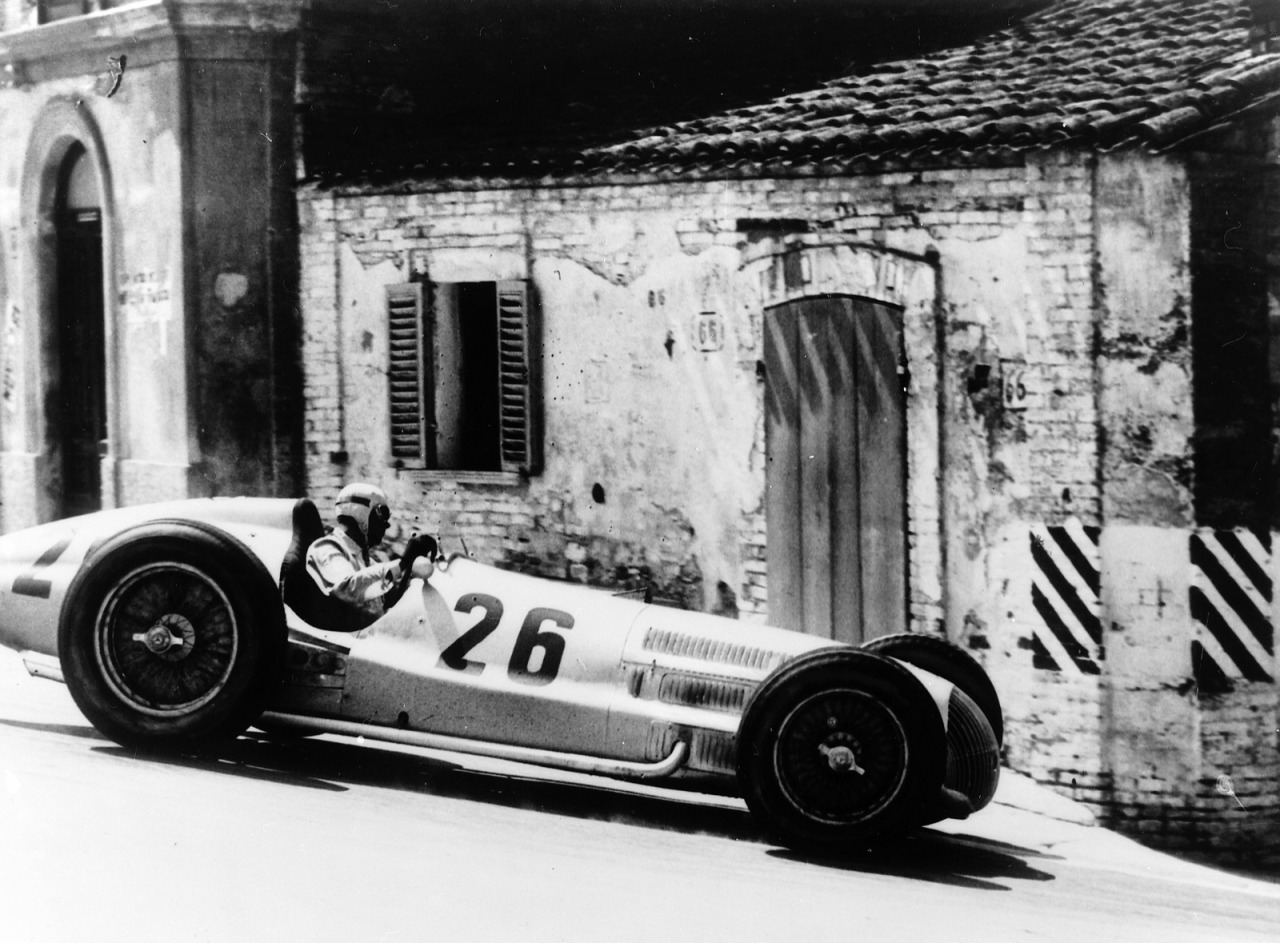
Rudolf Caracciola.

| Pos. | no | Pilote                  | Écurie               | Châssis              | Tours | Temps/Abandon       | Grille |
| ---- | -- | ----------------------- | -------------------- | -------------------- | ----- | ------------------- | ------ |
| 1    | 26 | Rudolf Caracciola       | Daimler-Benz AG      | Mercedes-Benz W154   | 16    | 3 h 3 min 45 s 6    | 4      |
| 2    | 28 | Giuseppe Farina         | Alfa Corse           | Alfa Romeo Tipo 312  | 16    | + 3 min 26 s 0      | 6      |
| 3    | 34 | Vittorio Belmondo       | Privé/Alfa Corse?    | Alfa Romeo Tipo 308? | 16    | + 8 min 35 s 1      | 8      |
| 4    | 48 | Franco Comotti          | Écurie Bleue         | Delahaye 145         | 15    | + 1 tour            | 9      |
| Abd. | 44 | Rudolf Hasse            | Auto Union           | Auto Union Type C/D  | 11    | Panne d'essence     | 7      |
| Abd. | 42 | Carlo Felice Trossi     | Officine A. Maserati | Maserati 8CTF        | 10    | Moteur              | 12     |
| Abd. | 42 | Luigi Villoresi         | Officine A. Maserati | Maserati 8CTF        | 10    | Moteur              | 12     |
| Abd. | 30 | Hermann Paul Müller     | Auto Union           | Auto Union Type D    | 8     | Panne d'essence     | 5      |
| Abd. | 36 | René Dreyfus            | Écurie Bleue         | Delahaye 145         | 6     | Transmission/Moteur | 11     |
| Abd. | 32 | Hermann Lang            | Daimler-Benz AG      | Mercedes-Benz W154   | 4     | Moteur/Feu          | 3      |
| Abd. | 38 | Clemente Biondetti      | Alfa Corse           | Alfa Romeo Tipo 312  | 1     | Moteur              | 10     |
| Abd. | 46 | Manfred von Brauchitsch | Daimler-Benz AG      | Mercedes-Benz W154   | 1     | Moteur              | 2      |
| Abd. | 40 | Tazio Nuvolari          | Auto Union           | Auto Union Type D    | 1     | Différentiel        | 1      |
| Np.  | 38 | Raymond Sommer          | Alfa Corse           | Alfa Romeo Tipo 312  |       | Pilote de réserve   |        |
| Np.  | 50 | Luigi Villoresi         | Officine A. Maserati | Maserati 8CTF        |       | Non partant         |        |

- Légende: Abd.=Abandon - Np.=Non partant.

## Pole position et tecord du tour
- Pole position :  Tazio Nuvolari (Auto Union).
- Record du tour :  Luigi Villoresi (Maserati) en 10 min 57 s 0.